# 管寧
管寧（158年—241年），字幼安，東漢北海朱虛人，漢末高士。是春秋時齊國名相管仲的後人。

## 生平
年少時與華歆、邴原一起四處遊學，稱「一條龍」，並且與當時名士陳紀相敬交好。東漢末經歷黃巾之亂和州牧割據，天下大亂，管寧打算向北而非向南避亂，以示不離北方故土之意；於是與邴原及王烈等人一起到遼東避亂。他們到時都受遼東太守公孫度歡迎，專門騰出驛館來請他們居住，但管寧見過公孫度後卻在山谷結草廬居住。他在當地只談經典而不問世事，並引來大量同樣是逃避戰亂的人，於是管寧就開始做講解《詩經》《書經》、談祭禮、整治威儀、陳明禮讓等教化工作，人們都很樂於接受管寧的教導，管寧於是頗受人們愛戴。即使公孫康意圖任命管寧為官，助自己脫離東漢獨立，都因為對管寧的敬重而不敢提出。後來曹操迎漢獻帝後自任司空，曾辟命管寧，但遭遼東太守公孫康攔下不作通知。
後來中原漸漸安定，到遼東的人們紛紛回鄉，惟獨管寧仍不打算離開。黃初四年（223年），經司徒華歆推薦，魏文帝曹丕下詔召還他，管寧見當時的遼東太守公孫恭懦弱，而其侄子公孫淵有雋才，預料將來公孫淵會奪權，於是才與家屬返回故鄉。公孫恭當時親自送他，又贈送了許多禮物；但到岸後，卻連同以前公孫度、公孫康和公孫恭的贈物，全部送還。曹丕又下詔以管寧為太中大夫，管寧固辭不受。太和元年（227年），魏明帝即位，太尉華歆以患病為由請求退位，並讓位給管寧。明帝不接納，但接受推薦，下詔要任命管寧為光祿勳，更下令青州刺史派屬官親自到管寧家迎接，並準備車輛、侍從、廚子等接他上任。但管寧卻上書委婉陳情，說自己德、功、才都不行，不能擔負「棟樑之任」，又加年老身弱，懇求還鄉。後來直至青龍年間，桓范举荐他，明帝也都多次徵命，管寧都沒有應命。
正始二年（241年），太僕陶丘一、永寧衛尉孟觀、待中孫邕、中書侍郎王基等人向齊王曹芳推薦管寧，齊王下詔，以「安車蒲輪，束帛加璽」的禮節去請他。同年管寧病故，時年八十四歲。著有《氏姓論》。

## 性格
- 管寧十六歲時喪父，親戚們可憐他孤身家境貧寒，於是送喪葬物品給他幫助他殮葬。但管寧推辭不接受贈賜，堅持要用自己的力量處理父親的殮葬事。
- 史載管寧身高八尺（折合今制約為184厘米），美鬚眉。
- 管寧的妻子早死，有人勸他再娶，但管寧卻說：「每省曾子、王駿之言，意常嘉之，豈自遭之而違本心哉？」另外，自從管寧回到故土後，都在一木榻上坐，五十餘年都沒有箕踞而坐（箕踞這種坐姿是被視為失禮），而坐時膝頭位置的木榻都已因多年受壓磨擦而穿洞。由此可見他對自己道德要求十分高。

## 逸事
- 當時人稱華歆、管寧和邴原為「一龍」，華歆為龍頭，邴原為龍腹，管寧為龍尾。
- 世說新語：管寧與華歆共同在園中鋤菜，見地有塊金子，管寧照樣揮鋤視金與瓦石一樣，華歆卻拿起來看才擲到一旁去。又曾同席讀書，有坐著軒車並穿著華麗冕服的人經過，管寧不作理會，繼續讀書，但華歆卻放下書本出去看，管寧便把席子割開兩邊，分開來坐，說：「子非吾友也！」。此為割席斷交的典故。
- 管寧從遼東回來時遇到暴風，其他船都沉沒，只有管寧所坐的船安然無恙。當時正值夜晚，四周無光，船中人不知將船泊在哪裏暫時避風，此時忽然望見有火光，船人於是朝火光駛去，到了一個小島，但島上並沒有人，更加無火燃燒過的痕跡。

## 家庭
- 管邈：管寧之子，管寧死後拜為郎中，後為博士。

## 歷史評價
- 《三國志》作者陳壽評曰：「管寧淵雅高尚，確然不拔。」
- 曹叡：太中大夫管寧，耽懷道德，服膺六藝，清虛足以侔古，廉白可以當世。
- 陳群：伏見徵士北海管寧，行為世表，學任人師，清儉以激濁，貞正足以矯時。
- 程喜：臣揆寧前後辭讓之意，獨自以生長潛逸，耆艾智衰，是以棲遲，每執謙退。此寧志行所欲必全，不為守高。
- 陶丘一、孟觀、孫邕、王基：寧清高悎泊，擬跡前軌，德行卓絕，海內無偶。
- 文天祥在其名作｢正氣歌｣中盛讚管寧的清高節操，不為權祿所動目：｢或為遼東帽，清操厲冰雪。｣

## 延伸阅读
[在维基数据编辑]
 《三國志·卷11》，出自陳壽《三國志》